# رود راوان
رود راوان (انگلیسی: Ravan) یک رودخانه در استان لنینگراد کشور روسیه است.